# Norbit
Norbit – amerykański film komediowy z 2007 roku w reżyserii Briana Robbinsa.

## Fabuła
Tytułowy Norbit to dziecko z sierocińca (który był przez lata prowadzony przez ekscentrycznego Chińczyka pana Wong). W dzieciństwie Norbit poznaje Kate, lecz ich drogi rozchodzą się w momencie gdy dziewczynka zostaje adoptowana. Później Norbit poznaje Rasputię, z którą w dorosłym życiu żeni się. Cierpi ona na otyłość ekstremalną i ma dominujący charakter. Po kilkunastu latach do miasteczka wraz z narzeczonym wraca Kate, ma zamiar przejąć sierociniec po panu Wongu. Obiektem zainteresowani są również bracia Rasputii, którzy zamierzają tam urządzić nocny klub. W ten konflikt interesów zostaje wplątany Norbit. W mężczyźnie odżywa również miłość do Kate.

## Obsada
- Eddie Murphy – Norbit / Rasputia / Pan Wong
- Thandie Newton – Kate
- Terry Crews – Big Jack
- Clifton Powell – Earl
- Mighty Rasta – Blue
- Cuba Gooding Jr. – Deion Hughes
- Eddie Griffin – Papież Słodki Jezus

## Nagrody i wyróżnienia
- Oscary za rok 2007
  - Najlepsza Charakteryzacja (nominacja)